# یافث
یافِث (عبری: יפת، به معنی وسعت‎) یکی از پسران نوح در سفر پیدایش در تورات است. مطابق روایت پیدایش، یافث یکی از پسران نوح بود که از طوفانی که به دلیل شرارت‌های غول‌های موسوم به نفیلیم فرستاده شده بود، نجات یافت. حضور اصلی یافث و برادرانش در داستان‌های بعد از طوفان است؛ پس از اینکه نوح شراب درست کرد و با نوشیدن از آن مست شد، لخت در خیمه خود خوابید. حام لختی نوح را دید (به او تجاوز کرد؟) و برادرانش را مطلع ساخت. سام و یافث عقب عقب راه رفتند و بدون دیدن لختی نوح، او را پوشاندند. وقتی که نوح هوشیاری‌اش را بازیافت و متوجه شد حام با او چه کرده، کنعان پسر حام را نفرین کرد که بردهٔ برادرانش باشد.

## در تورات

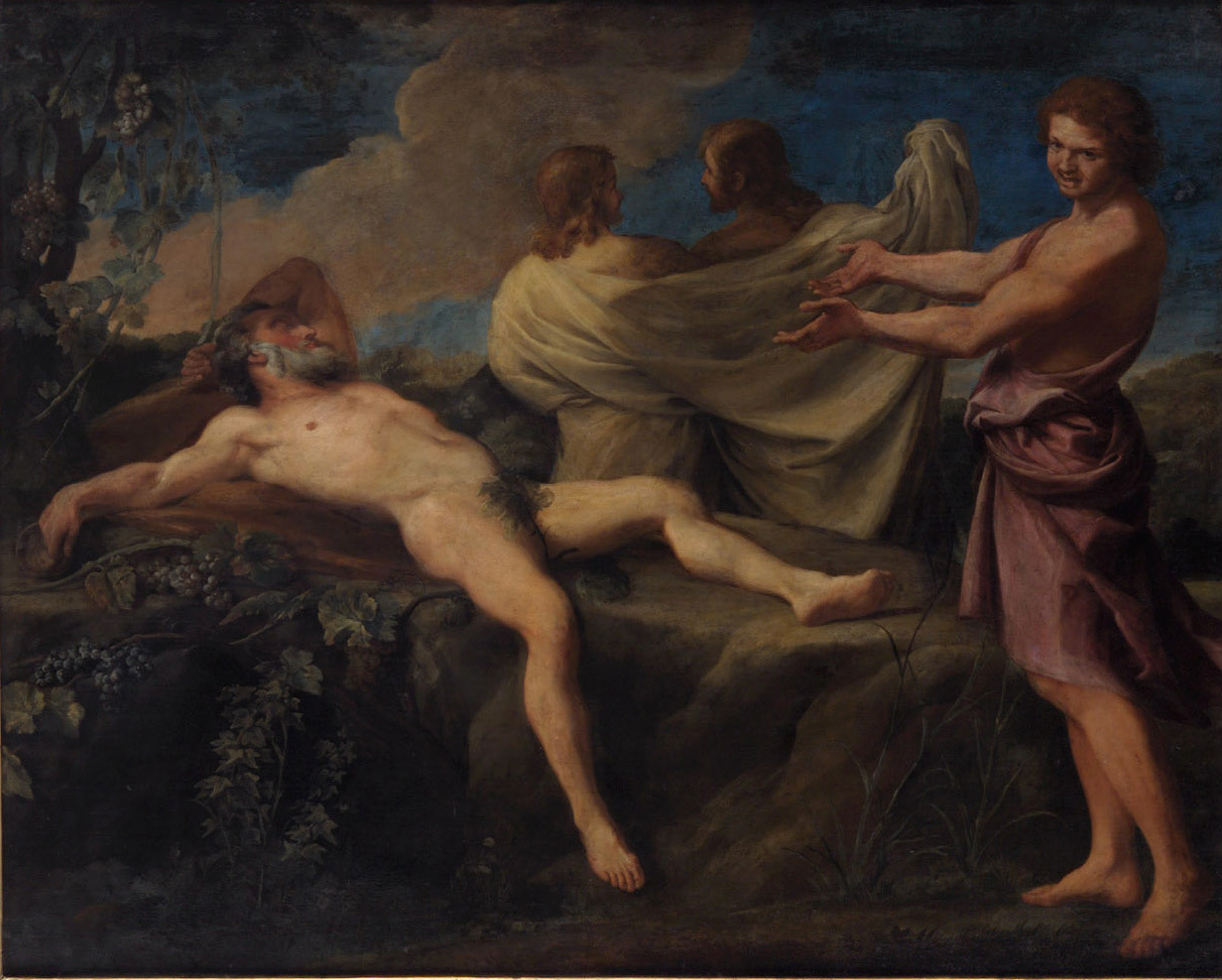
حام نوح را برهنه می‌یابد. سام و یافث در پس زمینه دیده می‌شوند. اثری از نقاش ناشناس آلمانی

به گفته تورات، بعد از اینکه پسران خدا با دختران آدمیان آمیزش کردند، از ایشان نژاد غولی به نام نفیلیم پدید آمد. یهوه که شرارت‌های بشر را دید، از آفرینش او پشیمان شد و تصمیم گرفت موجودات را نابود کند اما نوح را در گناهان نسل خود بی‌تقصیر یافت و به همین جهت، به او گفت کشتی بسازد تا به همراه همسر و پسرانش و همسرانشان نجات پیدا کند. یافث و برادرانش، حام و سام، از کشتی‌نشینان بودند که از طوفانِ یاد شده رستند. بعد از طوفان، نوح تاکستانی کاشت و شراب درست کرد و از آن شراب نوشید و مست شد. نوح برهنه در خیمه خود خوابید و حام لختی او را دید (ممکن است منظور نویسندهٔ تورات تجاوز جنسی حام به نوح باشد) و برادرانش سام و یافث را آگاه کرد. سام و یافث عقب عقب راه رفتند و بدون دیدن لختی نوح، او را پوشاندند. نوح که به هوش آمد و دانست حام با او چه کرده، کنعان پسر حام را نفرین کرد که برده حقیر سام و یافث باشد. در باب ۱۰ سفر پیدایش به یافث هفت پسر به نام‌های گومر، ماجوج، مدای، یاوان، توبل، مشک و تیراس نسبت داده شده‌است.

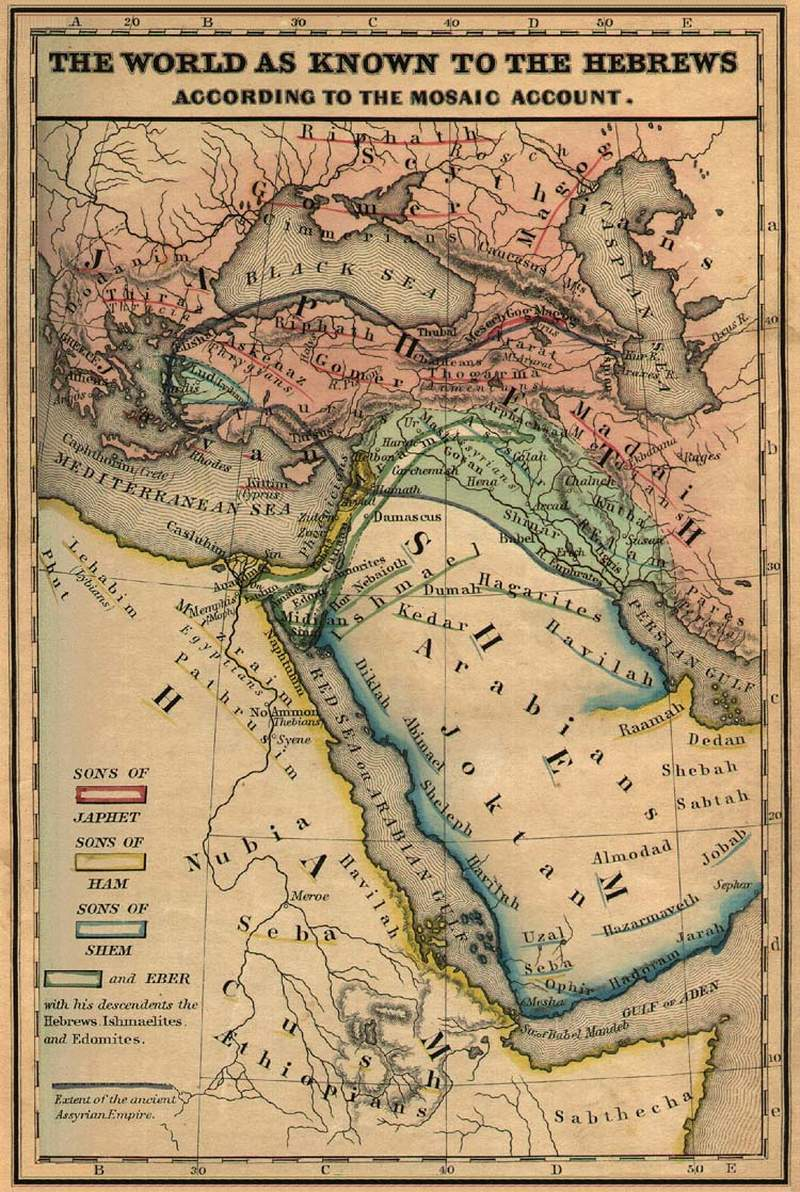
موقعیت جغرافیایی فرزندان نوح به روایت تورات. نسل سام به رنگ آبی، نسل حام به رنگ زرد و نسل یافث به رنگ قرمز نشان داده شده‌است.

## در منابع فارسی

### کتاب تاریخ مازندران
تمامی ابنای آدم از ۳ پسر نوح‌اند، سام و حام و یافث.
يافث بن نوح را ۹ پسر گفته‌اند لاکن مؤلف ظفرنامه ۱۱ پسر می‌گوید: ترک و خزر و سقلاب و روس و شنگ و جین و کماری و تارخ و خلج و سدسان و غز.

## در منابع اسلامی

### کتاب تاریخ طبری
در تاریخ طبری و تاریخ شیخ فضل‌الله همدانی از یافث به اسم ابوالترک یعنی پدر و جد ترک‌ها یاد می‌شود.
رومیان پسر لنطی پسر یونان پسر یافث پسر نوح بودند.

### مجمل التواریخ و القصص
سقلاب و روس و برطاس و ترك و ياجوج و ماجوج از فرزندان یافث‌اند.

## در منابع دیگر
در متون قرون وسطی و ابتدای دوران مدرن اروپا یافث را جد مردمان اروپایی به حساب آورده‌اند.